# Lac Gloubokoïe
Le lac Gloubokoïe (en russe : Глубокое озеро) est un lac en forme de long ruban orienté est-ouest, se situant dans le bassin du fleuve Piassina en amont du lac Melkoïe, au sein des monts Poutorana, dans le kraï de Krasnoïarsk en Russie. Le lac a une superficie de 136 km2, une profondeur moyenne de 16 m. 